# Fredric M. Frank
Fredric M. Frank est un scénariste américain né le 9 juillet 1911 à New York (État de New York) et décédé le 9 mai 1977 à Los Angeles (Californie).

## Filmographie partielle
- 1947 : Les Conquérants d'un nouveau monde (Unconquered) de Cecil B. DeMille
- 1949 : Samson et Dalila (Samson and Delilah) de Cecil B. DeMille
- 1952 : Sous le plus grand chapiteau du monde (The Greatest Show on Earth) de Cecil B. DeMille
- 1956 : Les Dix Commandements (The Ten Commandments) de Cecil B. DeMille
- 1961 : Le Cid (El Cid) de Anthony Mann

## Récompenses
- Oscars du cinéma 1953 : Oscar de la meilleure histoire originale pour Sous le plus grand chapiteau du monde, conjointement avec Theodore St. John et Frank Cavett